# Fiona Bigwood
Fiona Bigwood est une cavalière britannique née le 24 avril 1976. Elle a remporté avec Spencer Wilton, Carl Hester et Charlotte Dujardin, en montant le cheval Orthilia, la médaille d'argent du dressage par équipes aux Jeux olympiques d'été de 2016 à Rio de Janeiro.